# Calloides bicolor
Calloides bicolor là một loài bọ cánh cứng trong họ Cerambycidae.